# فاتح تقي
فاتح تقي (بالتركية: Fatih Tekke)‏ (9 سبتمبر 1977 طرابزون تركيا - ) هو لاعب كرة قدم تركي، يلعب كمهاجم.

## وصلات خارجية
فاتح تقي على موقع الاتحاد الدولي (مؤرشف)  (الإنجليزية)
- فاتح تقي على موقع الاتحاد الأوربي (الإنجليزية)
- فاتح تقي على موقع اتحاد تركيا (لاعب) (الإنجليزية)
- فاتح تقي على موقع اتحاد تركيا (مدرب) (الإنجليزية)
- فاتح تقي على موقع قاعدة بيانات كرة القدم.إي يو (الإنجليزية)
- فاتح تقي على موقع ناشيونال فوتبول تيمز (الإنجليزية)
- فاتح تقي على موقع عالم كرة القدم.نت (الإنجليزية)